# Pomnik Harcerski na Boninie w Poznaniu
Pomnik Harcerski na Boninie – pomnik w formie obelisku i towarzyszącego mu poziomego bloku, zlokalizowany w Poznaniu, na Boninie, na osiedlu administracyjnym Winiary, przy harcówce przy ul. Widnej 3, w kompleksie edukacyjnym z 1929.
Pomnik upamiętnia harcerzy, którzy oddali swe życie Ojczyźnie 1939-1945. Na osobnej tablicy kamiennej wymienione są nazwiska wszystkich poległych na Jeżycach harcerzy. Założenie uzupełnia mosiężny krzyż harcerski.
Odsłonięcie monumentu nastąpiło 30 kwietnia 1971, projektantami byli Z. Dłużewski i E. Grochal, a wykonali go w czynie społecznym pracownicy Zjednoczenia Budownictwa Rolniczego. Według Zbysława Wojtkowiaka, tablica z nazwiskami ofiar mogła być przeniesiona z ul. Grudzieniec na Sołaczu, gdzie stanowiła część nieistniejącej mogiły harcerzy z Winiar, zamordowanych przez nazistów. W takim wypadku tablica pochodziłaby z 1946 (odnowiona – 1971, jesienią 2002 już jej nie było na Grudzieńcu, a teren zabudowano).
Pomnikowi towarzyszy tablica pamiątkowa na ścianie harcówki, wybudowanej w 1948 wysiłkiem harcerzy VI Hufca Poznań-Jeżyce i Koła Przyjaciół Harcerzy. Wmurowano ją w kwietniu 1996, a upamiętnia budowniczych obiektu.